# Латіфур Рахман
Латіфур Рахман (бенг. লতিফুর রহমান) (1 березня 1936 — 6 червня 2017), бангладеський державний діяч, дипломат.

## Біографія
Народився 1 березня 1936 року в Джессорі. Закінчив Університет Даки, за фахом англійська література. Юридична освіта.
З 1960 по 1979 — юрист при Верховному суді Бангладеш.
З 1979 по 2001 — суддя Верховного суду
З 2001 — відповідно до конституції Бангладеш для тимчасового уряду, Латіфур Рахман (як головний суддя Бангладеш), склав присягу виконувача обов'язків прем'єр-міністра Бангладеш 15 липня 2001 року.
У 2001 — міністр закордонних справ Бангладеш
З 2001 — у відставці після перемоги Халеди Зіа на виборах.